# Campionato mondiale giovanile di scherma 1950
Il Campionato mondiale juniores di scherma del 1950 ("1950 World Juniors Fencing Championships") è stato organizzato dalla Federazione internazionale della scherma e si è svolto a Nizza a Francia il 1º aprile.
Nel fioretto, si è aggiudicato il titolo di campione del mondo giovani l'italiano Mario Favia, che ha battuto in finale il francese Claude Bancilhon.

## Podi

### Uomini
| Specialità  | Oro         | Argento          | Bronzo               |
| Individuali |             |                  |                      |
| Fioretto    | Mario Favia | Claude Bancilhon | Capt Arturo Montorsi |

## Medagliere
| Pos.   | Nazione  | Oro | Argento | Bronzo | Totale |
| ------ | -------- | --- | ------- | ------ | ------ |
| 1      | Italia   | 1   | 0       | 1      | 2      |
| 2      | Francia  | 0   | 1       | 0      | 1      |
| 3      | Svizzera | 0   | 0       | 1      | 1      |
| Totale | Totale   | 1   | 1       | 2      | 4      |